# 翠峦铁路
翠峦铁路是黑龙江省伊春市境内的一条国有铁路支线，从南乌铁路伊春站下行咽喉处出岔，傍伊春河南岸向西至翠峦站。全长20.56公里。
1944 年初日满时期建设，1945年3月通车。1945年8月受战争及水害影响，全线停运。1949年5月复工抢修，1949年6月恢复营运。2004年站段改革之前原属西林车务段。牵引定数：客车700吨，货车上行2300吨，下行900吨。
2014年翠峦铁路改线，线路新起点为南乌铁路上的双子河站，终点为乌锦站（华能热电厂），为南北走向。设计时速45公里，全长20公里，其中正线18.94公里，华能热电厂专用线全长1.06公里，主要承担华能电厂煤炭运输任务。至2016年完工。